# Albert Johnson

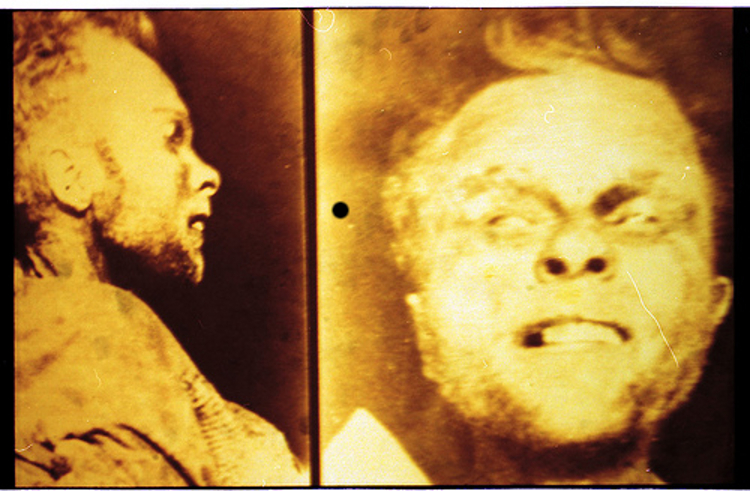
Fotografia da Real Polícia Montada do Canadá do cadáver de Albert Johnson, conhecido como o Caçador Louco do Rio Rat. Aquela polícia espalhou várias fotos para o Canada e Estados Unidos na tentativa de descobrir a verdadeira identidade de Johnson, mas não conseguiu nada.

Albert Johnson, conhecido como o Caçador Louco do Rio Rat, foi um fugitivo de uma grande perseguição policial ocorrida no Noroeste do Canadá, na região do Yukon. A ação policial empreendida pela Real Polícia Montada do Canadá (em inglês, RCMP) recebeu cobertura da imprensa sensacionalista e a equipe enviada para prendê-lo, depois de muitas dificuldades e cobrir cerca de 240 quilômetros a pé, finalmente o feriu e matou no Rio Eagle, Yukon.

## A caçada

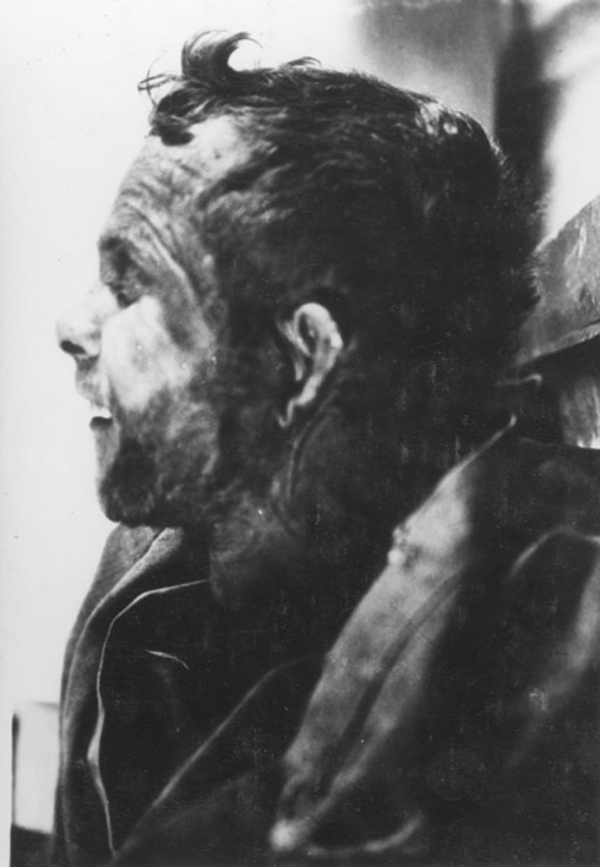
Perfil de Johnson

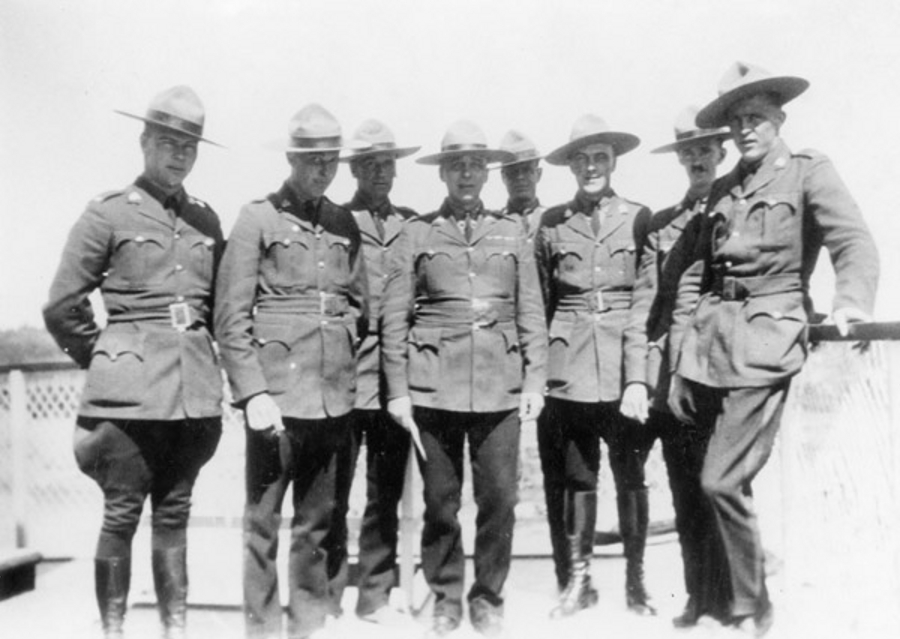
Policiais da Polícia Montada participantes da caçada à Albert Johnson. Da esquerda para a direita: Sargento A. W. King, que foi ferido; oficial Hutchinson; Cabo Hall; desconhecido; oficial Melville; Cabo R. S. Wild; Sargento E. "Newt" Millen, assassinado; desconhecido.

Albert Johnson chegou ao Forte McPherson, noroeste do Canadá, vindo do Rio Peel, em 9 de julho de 1931. Ele foi interrogado pelo sargento da Polícia Montada Edgar Millen mas lhe deu poucas informações. Millen relatara ter ele um forte sotaque escandinavo, mantinha-se barbeado e parecia trazer bastante dinheiro para mantimentos. Após navegar numa jangada nativa pelo delta do Rio Mackenzie, construiu uma pequena cabana próxima do Rio Rat. Johnson não requisitara licença para caça, o que fora considerado suspeito para alguém que vivia no mato. Naquela época, muitas das áreas habitadas por nativos vinham sendo invadidas por foras-da-lei e outros andarilhos que tentavam escapar da Grande Depressão e eram ouvidas muitas reclamações e tentativas de remoção desses intrusos dali.
Em dezembro, um dos caçadores nativos reclamou em um destacamento da Polícia Montada em  Aklavik sobre alguém que estava mexendo em suas armadilhas, desarmando-as ou pendurando-as em árvores. Johnson foi acusado como o suspeito desses atos. Em 26 de dezembro, o oficial Alfred King e o oficial especial Joe Bernard, ambos experientes na área, viajaram os 90 quilômetros até a cabana de Johnson para interrogá-lo sobre as acusações. Eles avistaram fumaça vinda da chaminé da cabana e se aproximaram para conversar. Johnson negou-se a falar com eles e pareceu mesmo não notá-los. King se aproximou e olhou pela janela mas Johnson a bloqueou com um saco. Eles decidiram ir embora e voltar com um mandado de busca.
Cinco dias depois, quatro policiais retornaram ao local. Johnson novamente se recusou a conversar e  King decidiu usar o mandato e forçar a entrada pela porta. Johnson atirou nele em seguida através da porta de madeira. Um breve tiroteio aconteceu e os policiais decidiram retornar à Aklavik, carregando o ferido King que viria a se recuperar.

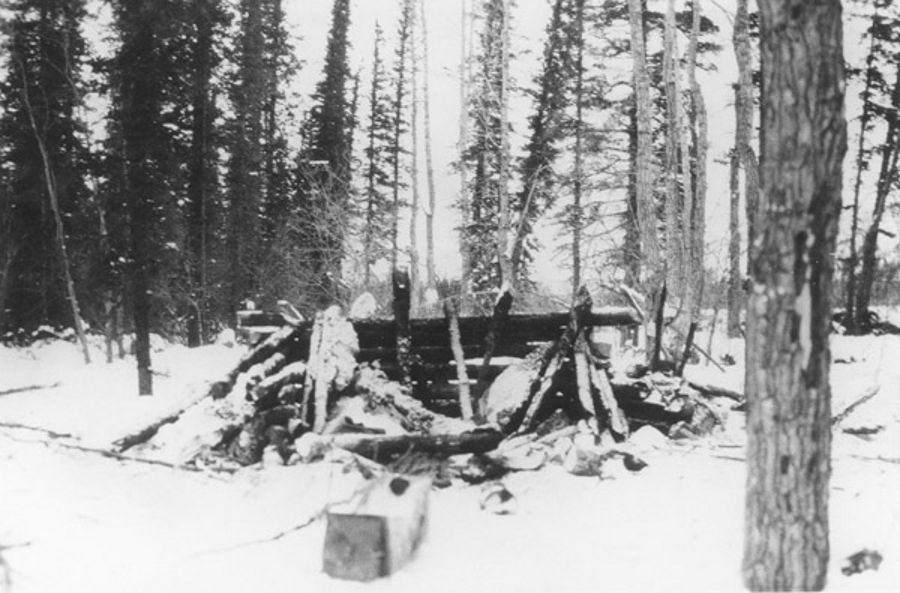
A cabana de Albert Johnson próxima do Rio Rat após a Polícia Montada tê-la destruída com dinamite. Johnson continuou lutando em meio aos destroços.

Uma equipe de nove homens, 42 cães e 9 quilos de dinamite foi enviada ao local para expulsar Johnson da cabana. Após cercar o lugar, a dinamite foi usada e a cabana desabou. Johnson iniciou disparos em meio as ruinas. Ninguém foi atingido e após um impasse de 15 horas (término as quatro da manhã) e com a baixa temperatura, os homens retornaram a Aklavik em busca de reforços.
Nesse momento, as notícias dos confrontos já haviam se espalhado via rádio. Depois de um período de nevasca, as equipes policiais retornaram ao local em 14 de janeiro e perceberam que Johnson já se evadira. Em 30 de janeiro, Johnson foi cercado num bosque mas baleou no coração o ofical Edgar Millen, que morreu. Com essa baixa, os policiais recuaram. As equipes de busca continuaram a aumentar de número, incluindo nativos esquimós que conheciam bem a área. Johnson tentava sair do Yukon, mas as duas passagens pelas Montanhas Richardson estavam bloqueadas pelos policiais. Mas isso não o deteve. Ele conseguiu escalar um pico de 2 mil metros e mais uma vez  desapareceu. A sua trilha só foi descoberta graças ao piloto de um aeroplano que a avistara ao sobrevoar as montanhas.
Em desespero de causa, a Polícia Montada contratou Wop May para ajudá-la no rastreio da área através do ar. Ele aterrissou com seu monoplano Bellanca equipado com esquis, em 5 de fevereiro. No dia 14 do mesmo mês, ele descobriu a estratégia que Johnson usara para iludir seus perseguidores. Informou ter visto pegadas no centro da superfície congelada do Rio Eagle até os bancos de neve. Johnson usara as trilhas dos caribus no meio do rio, onde ele conseguia boa visibilidade e podia avistar seus perseguidores. Caminhando em meio aos rastros dos animais e se deslocando rapidamente pela neve compactada sem usar seus sapatos de neve, suas pegadas não eram percebidas. Ele deixava somente a trilha à noite para acampar na margem, rastro que fora visto por May. O piloto avisou pelo rádio a sua descoberta e os policias se deslocaram até o local em 17 de fevereiro.
A equipe de perseguidores seguiu pela margem numa curva do rio e encontrou Johnson poucos metros à frente. Johnson tentou correr e se abrigar em um banco de neve, mas não conseguiu por estar sem seus sapatos especiais. O tiroteio se iniciou e um policial foi gravemente ferido enquanto Johnson morreu ao ser baleado do lado esquerdo da pélvis. Acredita-se que a bala destruiu tecidos, intestinos e artérias importantes, o que lhe causara o falecimento. May aterrissou e trouxe a bordo o oficial ferido e com isso provavelmente salvou-lhe a vida.
Após a morte de Johnson, os policiais calcularam que ele viajara mais de 100 quilômetros de sua cabana em aproximadamente 3 dias. Pelo exame do corpo dele, foi achado dois mil dólares americanos e canadenses além de algum ouro, uma bússola, uma navalha, uma faca, anzóis, pregos, um esquilo e um pássaro mortos, muitas pílulas Beecham e dentes com obturações de ouro que se acreditou serem dele. Durante toda a caçada, os policiais nunca ouviram Johnson pronunciar qualquer palavra. Apenas sua risada quando baleou e matou o oficial Edgar Millen. Desde esse dia houve debates sobre a causa dele ter ido ao Ártico ou se era mesmo responsável pelos danos nas armadilhas que fora acusado.

## Identidade
Na década de 1930 houve a investigação oficial para se descobrir a verdadeira identidade de Albert Johnson, suspeitando-se de que seu nome real fosse Arthur Nelson. Detalhes da vida de Nelson no Yukon foram registrados pelo pesquisador e escritor Richard North. Nelson aparentemente viajava de Dease Lake, Colúmbia Britânica, e esteve no Yukon entre 1927 e 1931. Ele possuía armas de caça .30-30 e um rifle cano longo calibre .22 como Albert Johnson. Nelson era conhecido pelos anciões Kaska que o chamavam de Art John Sr. e outros que o conheciam pelo nome de "Mickey Nelson" quando esse garimpava e comerciava pelo Yukon, na área do Rio Ross. O escritor local Dick North publicou a teoria de que Albert Johnson, Arthur Nelson e John Johnson de Dacota do Norte eram a mesma pessoa em seu livro de 1989 "Trackdown". John Johnson esteve em  San Quentin e Prisão Folsom e seus relatórios médicos estão bem documentados. North disse que John Johnson era da Noruega. "Johnny Johnson" nascera com o nome de Johan Konrad Jonsen em 1898 em Bardu, nordeste da Noruega, norte do Círculo Ártico. Testes recentes de DNA rejeitaram a teoria sobre Johnny Johnson.
A família de Johnston de Pictou, Nova Escócia, acreditou por bastante tempo que Albert Johnson era na verdade Owen Albert Johnston, um parente que deixara a cidade no início da Depressão e procurou por trabalho nos Estados Unidos. A última carta à família foi postada em  Revelstoke, Colúmbia Britânica, no início de 1931. Não tiveram mais notícias depois disso. De acordo com uma entrevista no rádio um parente colaborou para os testes de DNA.
Teorias anteriores foram contestadas po Mark Fremmerlid no livro "What Became of Sigvald Anyway". Ele propôs haver coincidências demais para serem ignoradas sobre a possibilidade de Sigvald Pedersen Haaskjold da Noruega ter surgido como Albert Johnson. Sigvald tinha 32 anos em 1927, 4½ antes da morte de Albert Johnson, com idade estimada entre 35 e 40 anos. Sigvald era obcecado com a ideia de ser perseguido pelas autoridades após fugir do alistamento (Crise Canadense de Recrutamento) em 1917 durante a Primeira Guerra Mundial. Ele construira uma fortaleza em sua cabana na Ilha Digby ao norte da costa da Colúmbia Britânica antes de desaparecer. O escritor aponta ainda outras circunstâncias que provariam sua tese. Essa teoria, além de outras que foram testadas, foram 100 por cento rejeitadas após os testes de DNA.
Em 2009, houve a exumação do corpo de Johnson para a comparação do DNA. Uma equipe de cientistas forenses contatados pelo Canal Discovery executou o procedimento em 11 de agosto de 2007. Todos os candidatos à verdadeira identidade de Johnson foram rejeitados após os testes. As análises isotópicas dos dentes de Johnson, determinaram que ele não era canadense e que crescera no meio-oeste americano ou na Escandinávia. Foi determinado que sua idade estava por volta dos 30 anos quando morreu.

## Filmes e canções

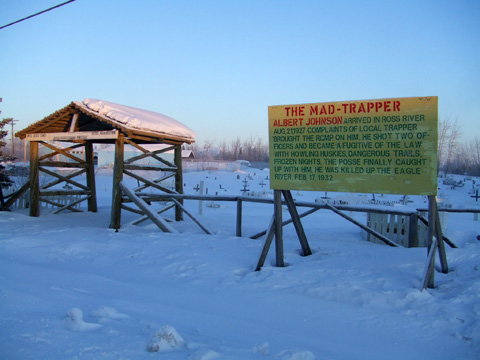
Cartazes indicativos da história do caçador louco, próximos de Aklavik

- Os fatos inspiraram a canção "The Capture of Albert Johnson" de Wilf Carter.

- Um filme com pouca relação com os verdadeiros fatos foi realizado em 1975: Challenge to Be Free.[6] Uma produção americana que mudou a perseguição para o Alasca e refere-se ao personagem de Johnson apenas como "caçador", ou na trilha sonora "Homem caçador". Johnson era um homem que vivia em paz e harmonia com os animais selvagens, assim como o personagem do folclore americano Johnny Semente de Maçã, e os seus atritos com os outros caçadores foram por causa das técnicas desumanas praticadas por eles.

- Uma segunda produção, também com alto grau de ficção, apresentou Johnson interpretado por  Charles Bronson no filme de 1981 chamado Death Hunt. Ao contrário dos fatos, Johnson é mostrado como simpático, amante da natureza, e muda a popular figura heróica do jovem oficial da Polícia Montada Edgar Millen, para a de um alcoólico de meia-idade interpretado por Lee Marvin. No filme, Millen não é baleado por Johnson e o deixa escapar. O piloto Wop May é representado como pertencente a Real Força Aérea do Canadá, o capitão Hank Tucker, que é atingido por disparos de homens em terra e morre ao chocar seu avião descontrolado contra uma montanha.

## Livros
- Rudy Wiebe, The Mad Trapper, 1980, Jackpine House Ltd., 186 pgs, ISBN 0-88995-268-X
- Thomas York, Trapper, 1981, Avon Books, 476 pgs, ISBN 0-380-63156-3
- The Death of Albert Johnson Mad Trapper of Rat River, 1986, Heritage House Publishing Company Ltd., 94 pgs, ISBN 0-919214-16-9
- Dick North, The Mad Trapper of Rat River, 2003, The Lyons Press, 338 pgs, ISBN 1-59228-771-9
- Hélèna Katz, The Mad Trapper, 2004, Altitude Publishing Canada Ltd., 133 pgs, ISBN 1-55153-787-7
- Dick North, The Man Who Didn't Fit In, 2005, The Lyons Press, 259 pgs, ISBN 1-59228-838-3
- Barbara Smith, The Mad Trapper: Unearthing a Mystery, 2009, Heritage House Publishing Co., 160 pgs, ISBN 1-894974-53-0
- Mark Fremmerlid, What Became of Sigvald Anyway? Was He The Mad Trapper of Rat River? 66 pgs, ISBN 978-0-9784270-0-9